# Southern Upland Way
Der Southern Upland Way ist ein schottischer Fernwanderweg.
Er führt von Portpatrick an Schottlands Westküste nach Cockburnspath an der Ostküste. Die Gesamtwanderlänge beträgt 337,6 Kilometer (209,8 Meilen), und er ist somit der längste schottische Wanderweg. Auf der gesamten Länge ist ein Aufstieg von 8720 Metern (28609 ft) zu bewältigen. Der höchste Punkt der Strecke liegt auf 712 Metern über dem Meeresspiegel.

## Siedlungen am Weg
- Portpatrick
- Bargrennan
- St John’s Town of Dalry
- Sanquhar
- Wanlockhead
- Moffat
- Traquair
- Galashiels
- Melrose
- Abbey St Bathans
- Longformacus
- Cockburnspath

## Fotografien

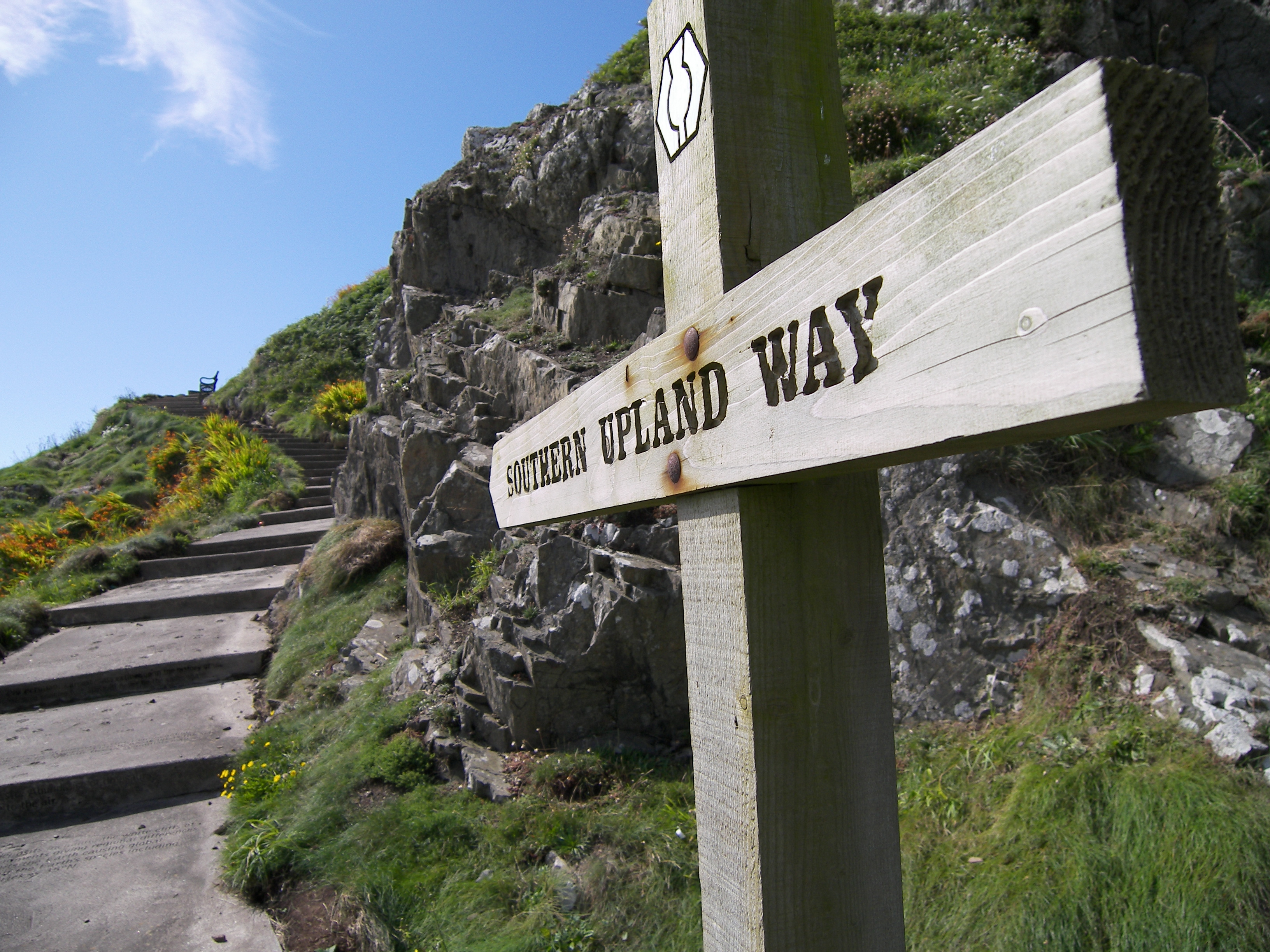
Beginn des Weges bei Portpatrick
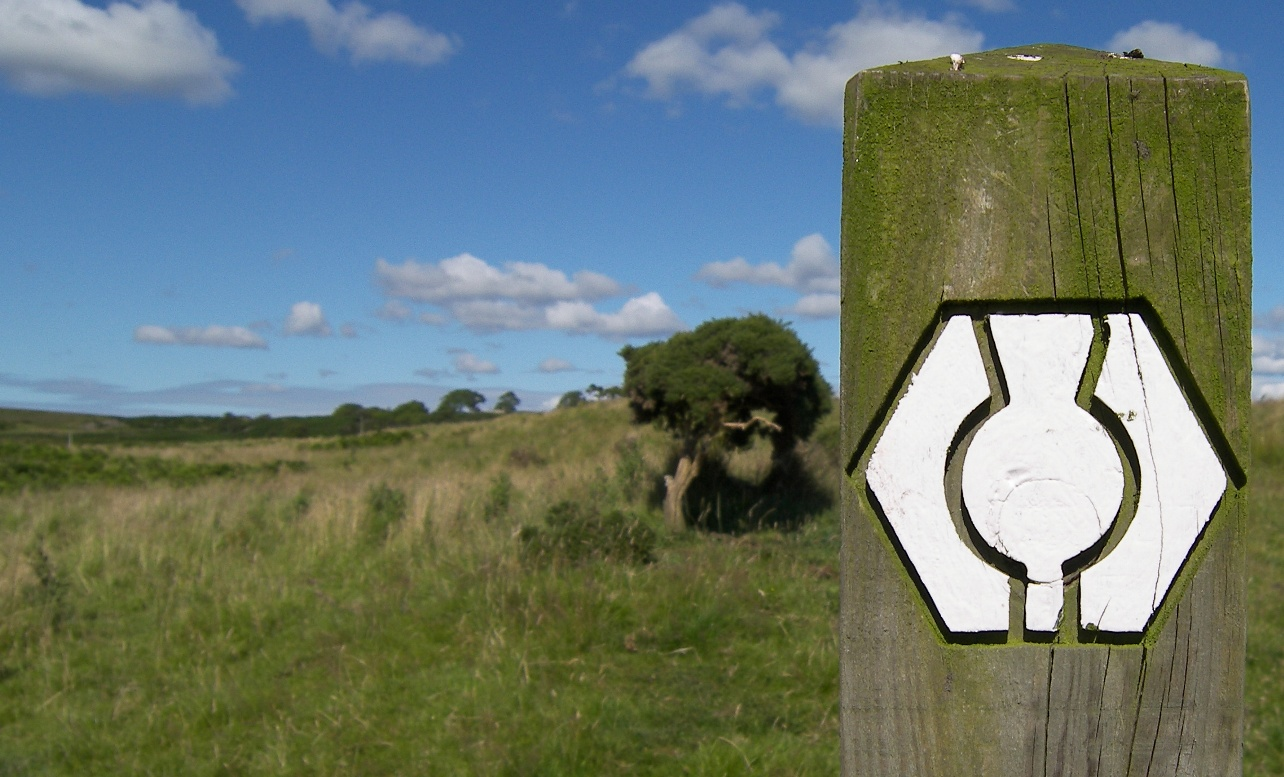
Typischer Wegweiser
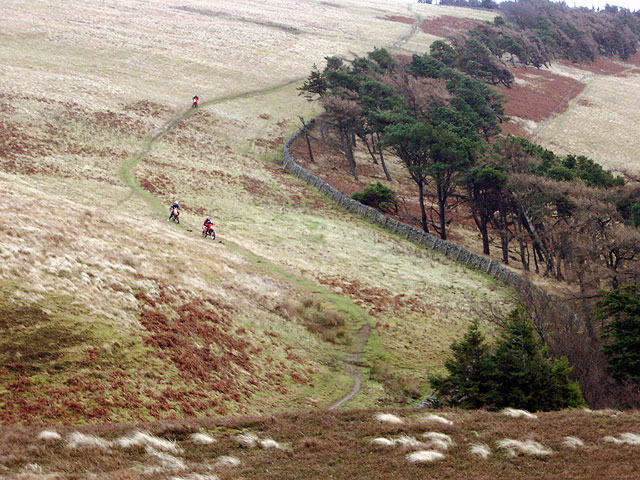
Four Lords Lands
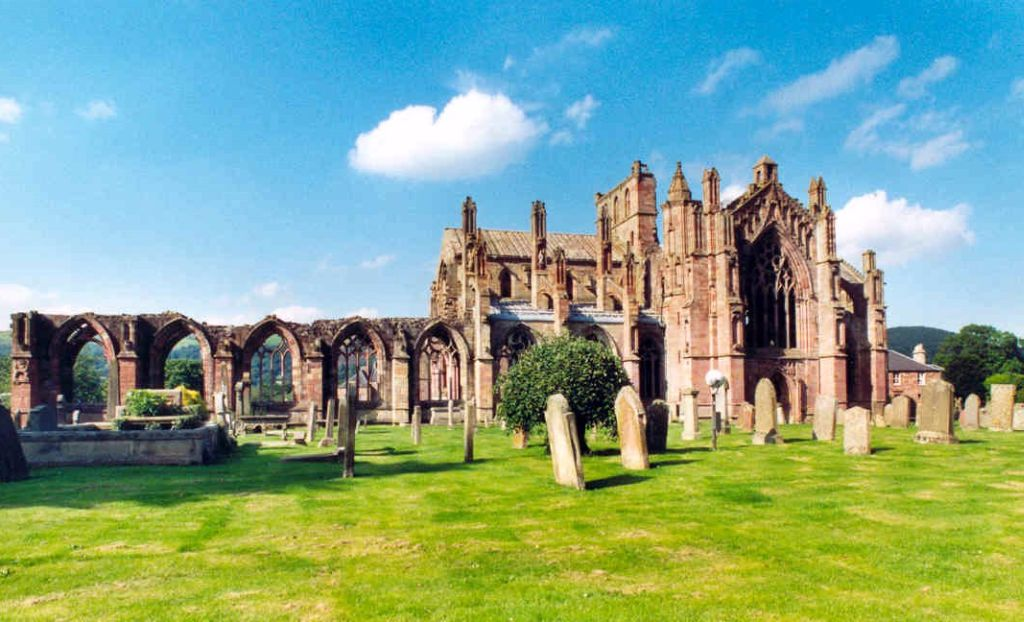
Melrose Abbey
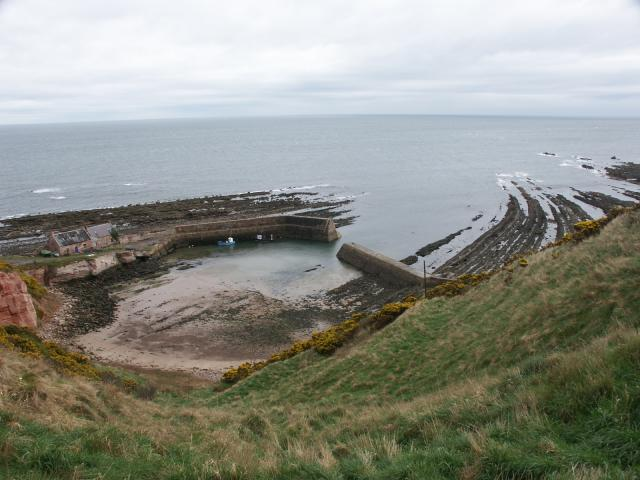
Ende des Weges an der Ostküste